# Thomas (költő)
Thomas a 12. században élt trubadúr, a Trisztán-regényként ismert ófrancia nyelvű vers (a Trisztán és Izolda-történet egy változata) szerzője. A mű 1155 és 1160 körül íródott, feltehetőleg Aquitaniai Eleonóra számára, mert utalnak benne II. Henrik udvarára.
A műnek csak nyolc töredéke maradt fenn, összesen kb. 3000 sor, nagyrészt a történet második feléből. Számítások szerint ez az eredetinek kb. az egyhatoda lehet. Későbbi feldolgozásai alapján rekonstruálható, mi hiányzik belőle.
- Gottfried von Strassburg középfelnémet nyelvű Trisztánja 1210 körül készült. Bár befejezetlenül maradt, épp azokat a történetrészeket dolgozza fel, amelyek Thomaséból elvesztek. Nagyjából egyharmaddal bővíti a történetet, de nagy mértékben hű marad Thomas változatához.
- Róbert testvér óészaki nyelvű Tristrams saga ok Ísöndar (Tristram és Isond sagája) 1226-ban íródott prózai mű, a történet tömör összefoglalása.
- A középangol Sir Tristrem verses mű a 13. század végéről; rövidített feldolgozás.
- Olaszul a prózai La Tavola Ritonda című műben szerepel a történet (14. század).

Thomas változata a legenda udvari változatában legkorábbi ismert példája; ehhez a műfajhoz tartozik Gottfried változata is. Ez annyiban különbözik a Béroult és Oberge-i Eilhart képviselte másik változattól, hogy nagyobb hangsúlyt fektet az udvari hallgatóság elvárásaira. Egyes tudósok feltételeztek egy „ős-Trisztánt”, egy eredeti francia változatot, amin az összes többi alapul, Joseph Bédier meg is kísérelte rekonstruálni a későbbi változatok alapján.

## Magyarul
- Trisztán és Izolda; ford. Képes Júlia, jegyz., utószó Szabics Imre; Helikon–Európa, Bp., 1983
- Trisztán és Izolda; ford., előszó, jegyz. Képes Júlia; Talentum–Akkord, Bp., 2000 (Talentum diákkönyvtár)
- Trisztán és Izolda; ford., jegyz. Képes Júlia, előszó Szabics Imre; új, bőv. kiad.; Talentum–Akkord, Bp., 2001 (Talentum diákkönyvtár)